# アムステルダム市庁舎内の散策
『アムステルダム市庁舎内の散策』（アムステルダムしちょうしゃないのさんさく、英: Going for a Walk in the Amsterdam Town Hall）、または『散策への出発』（さんさくへのしゅっぱつ、仏: Départ pour la promenade）は、17世紀オランダ絵画黄金時代の画家ピーテル・デ・ホーホが1663-1665年ごろ、キャンバス上に油彩で制作した絵画である。現在、目録番号213としてストラスブール美術館に所蔵されている。画面に描かれている場所により、ほぼ間違いなく画家のアムステルダム時代に描かれた作品である。

## 作品
本作の制作時期よりわずか10年ほど前に建設されたアムステルダム市庁舎 (現在のアムステルダム王宮) 内で、上流階級の男女の夫妻が散策している。男性は、赤と白の羽根がついた、騎士風の幅広い縁のある山高帽を被っている。当時流行の服装であった、襞のある袖とカラーが付いた白いシャツを纏い、肩の上には赤いマントを羽織っている。女性は金糸の刺繍のある胴着を部分的に隠しているヴェールを被り、右手で黄色いスカートの裾を持ち上げている。
夫妻の右側では、狩猟犬のような犬が彼らを追っているようである。2人の背後の柱の間には、彼らの子供を抱いて歩いている乳母がいる。前景ではタイルが円形に、後景ではタイルが四角形に敷かれており、この光景は南棟を場面としていると思われる。左側には列柱が、右側には付け柱があるが、それらは、構図の背後にある開いたドアへと鑑賞者の視線を導く主要な線としての役割を持っている。このドアの先の部屋には高い窓、テーブル、椅子があるが、カーテンとテーブルクロス、椅子のクッションは男性のマントと呼応する明るい朱色に塗られており、部屋のほかの部分の色彩とは対照的である。部屋における色調の変化は、タイルが白黒の市松模様に変化していることによっても表現されている。

## 描き直し
元来、奥の部屋の入口近くには別の男性が描かれていたが、塗りつぶされている。1827年に本作が売却された際には、黒いマントを羽織った男性についての記述があり、それは塗りつぶされた男性であると思われる。さらに、前景の犬は、後に異なる方法で描き直されている。そうしたことにもかかわらず、本作はデ・ホーホの真作として疑われておらず、最初に考えられたようにアブラハム・ヤンセンスの作であるという可能性は排除されている。

## 関連作品
画面に描かれている南棟の広間を含め、アムステルダム市庁舎の広間には大理石の彫像がある。背後に見えるレリーフは、アルトゥス・クェリヌス (父)の手になる『メルクリウス』の像である。また、夫妻が立っている円形のタイルは、地球をアトラース式の空の図として表した『平和』となっている。

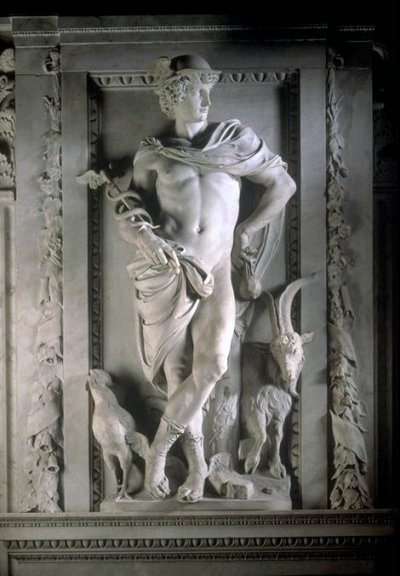
アルトゥス・クェリヌス (父)（英語版）の『メルクリウス』
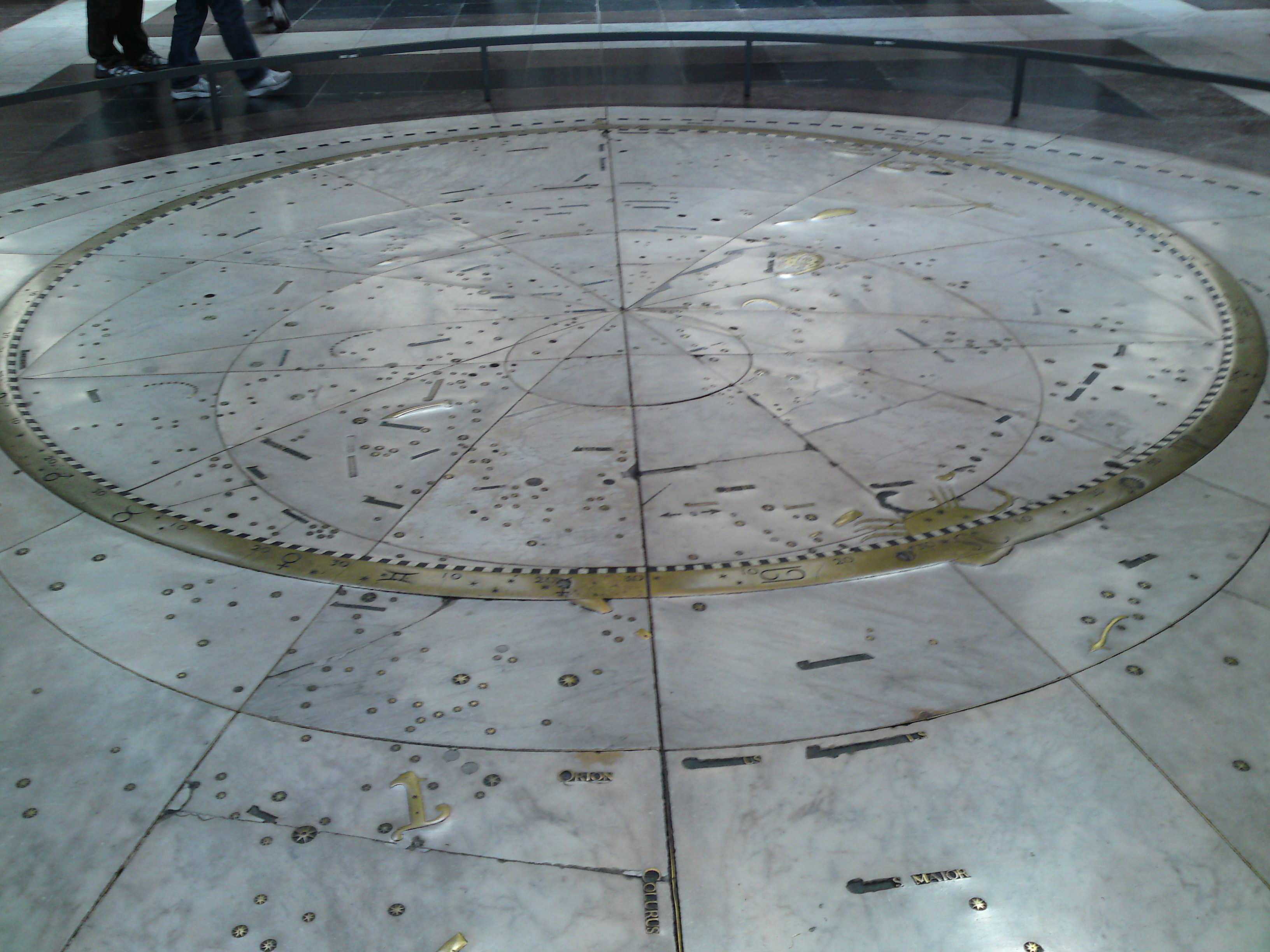
市庁舎の広間にある空の図

デ・ホーホは、市庁舎の内部を表したほかの絵画を少なくとも2点描いた。そのうちの1点は、画面の一部を覆うカーテンというオランダ黄金時代の古典的モティーフを描いている。

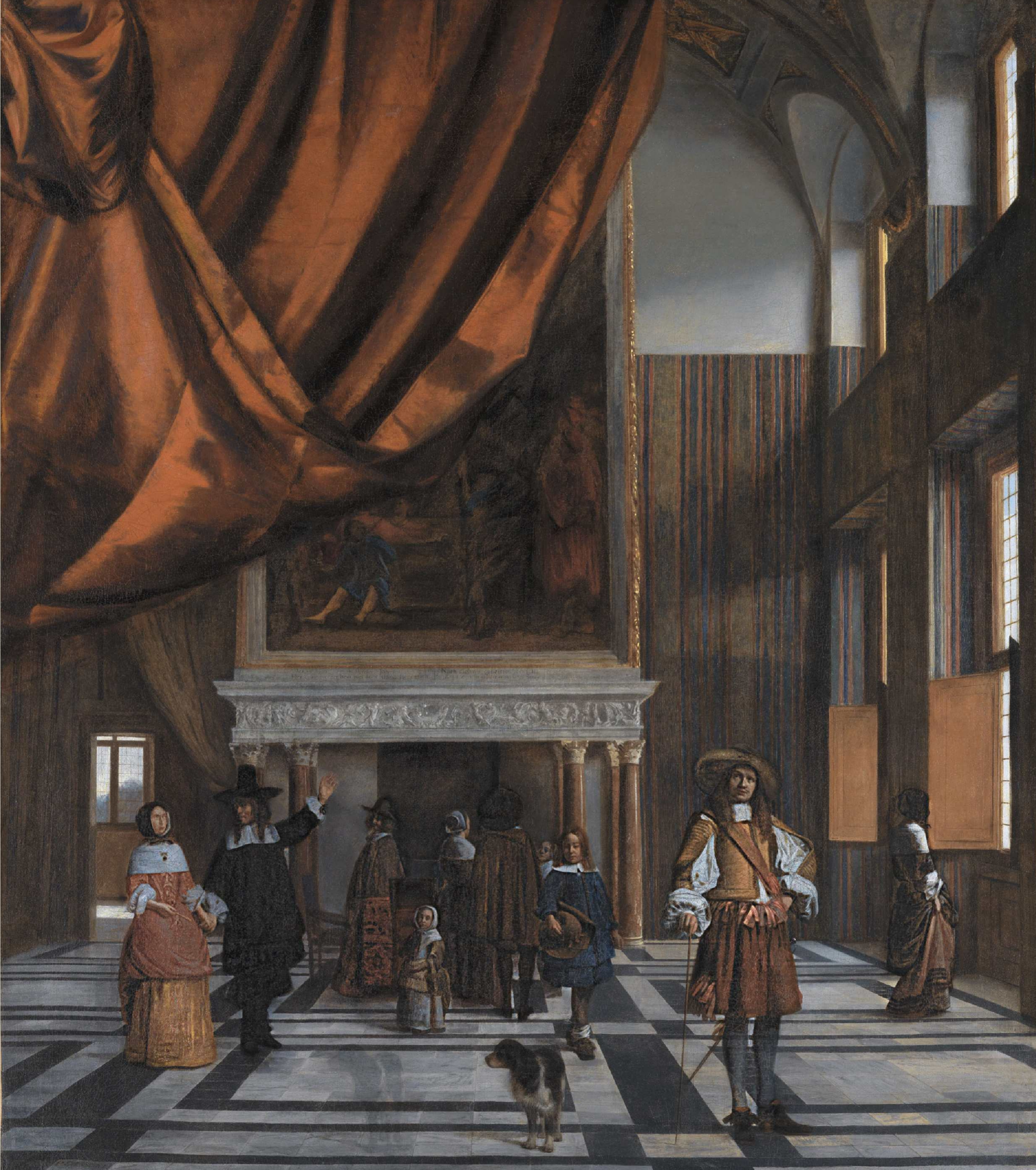
『アムステルダム市庁舎の評議会室』
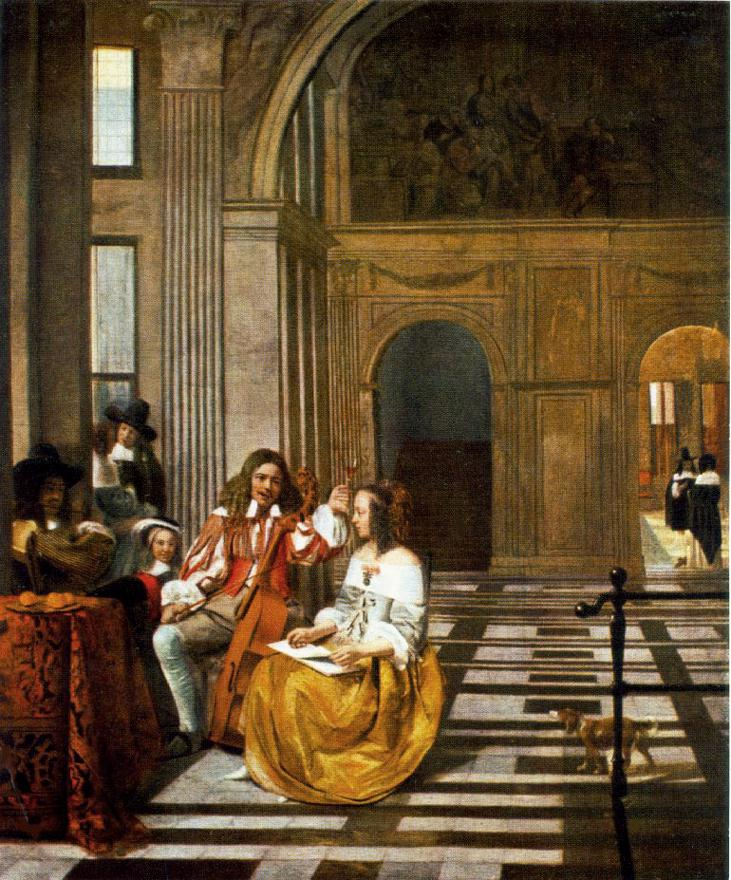
『広間での音楽会』

## 来歴
この絵画は最初、1827年4月にアムステルダムのH・レイドン (H. Reydon)  により売却された。1850-1857年の間は、ドロイトウィッジ (Droitwich) のハドザー・ハウス (Hadzor House) 居住のハワード・ゴールトン (Howard Galton) のコレクションにあった。最終的に、E・ウォーネック (E. Warneck) からヴィルヘルム・フォン・ボーデが現在の所蔵先であるストラスブール美術館のために購入した。